# شهرک بلال، پاکستان
شهرک بلال (به انگلیسی: Bilal Town) یک شهر در پاکستان است که در ناحیه ابوت‌آباد واقع شده‌است.